# Libbali-sarrat
Libbali-sarrat (Acadio: Libbāli-šarrat), Reina consorte de Asurbanipal (669-631 a. C.) rey del imperio neoasirio. Libbali-sarrat se casó con Asurbanipal antes de que éste se convirtiera en monarca, probablemente en el año 672 a. C., y es posible que sobreviviera a su marido, ya que los documentos del reinado de su probable hijo, Assur-etil-ilani (631-627 a. C.) hacen referencia a la "madre del rey". Libbali-sarrat se distingue por ser la única persona conocida de la antigua Asiria que no era un rey y que se representa formando parte de la corte, ya que en uno de los relieves de Asurbanipal aparece como anfitriona de una cena en el jardín del palacio, rodeada de sus propias sirvientas.

## Biografía

### Esposa del príncipe heredero
No está claro cuándo se casó Libbali-sharrat con Asurbanipal. La reina del padre de Asurbanipal, Asarhaddón (681-669 a. C.), Esharra-hammat, murió en febrero de 672 a. C. Los documentos contemporáneos que recogen los preparativos del funeral de Esharra-hammat registran la presencia de la hija y la nuera de la reina. Es de suponer que la hija era la mayor, Serua-eterat, y la nuera podría haber sido Libbali-sarrat. En ese caso, el matrimonio de Libbali-sarrat con Asurbanipal tuvo lugar antes de la muerte de Esharra-hammat, pero la nuera mencionada también podría ser la esposa de otro de los hijos de Asurbanipal. El asiriólogo Simo Parpola cree que Libbali-sarrat no se casó con Asurbanipal hasta el momento en que éste se convirtió en príncipe heredero, en mayo del 672 a. C.

El nombre Libbali-sarrat (Libbāli-šarrat) es único y no se sabe que lo haya llevado ninguna otra persona. Dado que también incorpora el elemento šarratum ("reina") podría no ser su nombre de nacimiento, sino un nombre que asumió al casarse con Asurbanipal o cuando éste fue designado príncipe heredero por Asarhaddón. Libbāli-šarrat significa en su traducción literal "la ciudad interior es la reina". "La ciudad interior" podría ser un término para la diosa Ishtar. 

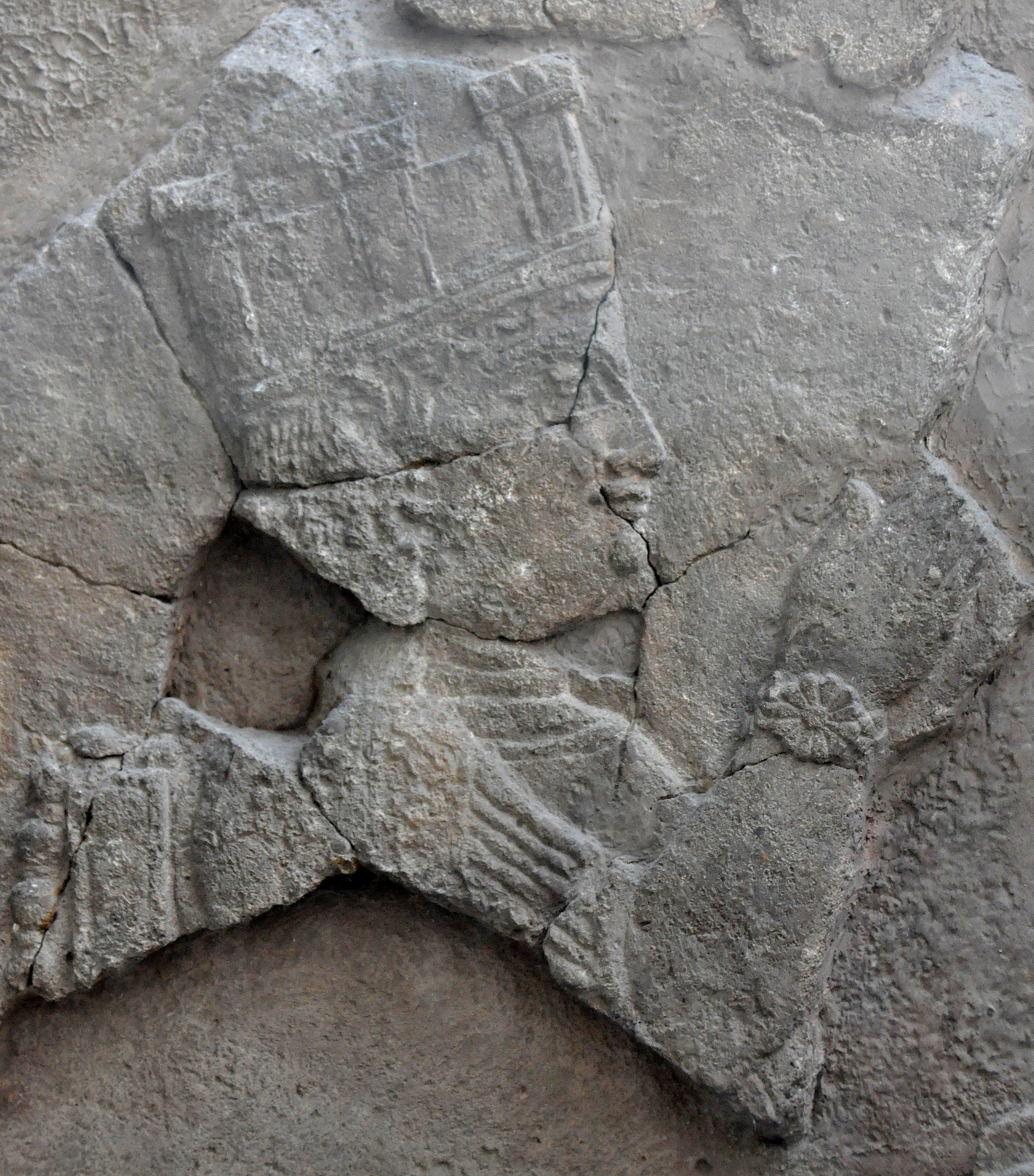
Detalle de una estela que retrata a Libbali-sarrat

Alternativamente, el nombre quizás debería interpretarse como "[en] la ciudad interior, [la diosa] es reina".Libbāli era también el nombre del antiguo barrio del templo de Assur, el centro religioso de Asiria.
A tenor de las fuentes conocidas pudo haber existido cierta tensión entre Libbali-sarrat y la hermana de Asurbanipal, Serua-eterat. En el 670 a. C., cerca del final del reinado de Asarhaddón, Serua-eterat escribió una carta a Libbali-sarrat en la que reprendía a la futura reina por no formarse y le informaba de que, aunque Libbali-sarrat llegaría a ser reina algún día, Serua-eterat seguía teniendo un rango superior al de ella, ya que era la hija del rey. Otra interpretación alternativa de la carta es que se trataba de un intento algo tosco de ayudar a Libbali-sarrat a adaptarse a la realeza, no un intento de ponerla en su lugar. La carta de Serua-eterat sugería que Libbali-sarrat era en ese momento analfabeta y que la familia real se avergonzaría de que mantuviese esa condición después de convertirse en reina. Aunque Libbali-sarrat, como esposa de un miembro de la familia real asiria, habría sido preparada durante mucho tiempo para su papel, la carta ilustra que convertirse en la esposa del príncipe heredero todavía requería grandes esfuerzos incluso en una etapa bastante tardía. Como puede deducirse de documentos posteriores, Libbali-sarrat aprendió a leer y escribir correctamente y, con el tiempo, comenzó a compartir los intereses académicos y literarios de su marido, famoso por haber reunido la Biblioteca de Asurbanipal.

### Reina de Asiria
A partir de las reformas iniciadas por Sargón II (722-705 a. C.), las reinas de la dinastía sargónida de reyes asirios tenían sus propias unidades militares vinculadas directamente a ellas. Entre el personal militar de Libbali-sarrat se encontraba el conductor de carros Marduk-šarru-uṣur, que se distinguió en la guerra civil de 652-648 contra el hermano de Asurbanipal Shamash-shum-ukin. Libbali-sarrat es famosa por estar representada junto a Asurbanipal en el relieve "Fiesta del jardín" de Asurbanipal, en el que ambos aparecen cenando, rodeados de las sirvientas de Libbali-sarrat, con la propia reina consorte sentada frente a su marido en una silla de respaldo alto. Asurbanipal, por su parte, aparece recostado en un sofá. En el relieve, la pareja real levanta sus copas para celebrar la victoria de Asurbanipal sobre Elam en el 653 a. C., con la cabeza del rey elamita Teumman colgando de uno de los árboles. El alto estatus de Libbali-sarrat como consorte queda ilustrado en el relieve por lo cerca que está del rey, así como por sus joyas y su indumentaria. Asurbanipal se muestra con mayor poder aún, ya que se le representa ligeramente más grande y más alto en la imagen. Sin embargo, un detalle llamativo del relieve de la "Fiesta del Jardín" es que mientras Asurbanipal no lleva su corona, Libbali-sarrat sí. El hecho de que ella esté sentada mientras Asurbanipal está recostado también es significativo, ya que sentarse en un trono era un privilegio divino y real. Esto se interpreta como que toda la escena se organiza en realidad en torno a Libbali-sarrat, en lugar de Asurbanipal. El relieve es la única imagen conocida de la antigua Asiria que representa a un individuo distinto del monarca, no sólo ejerciendo una actividad en la corte, sino también agasajando al rey.

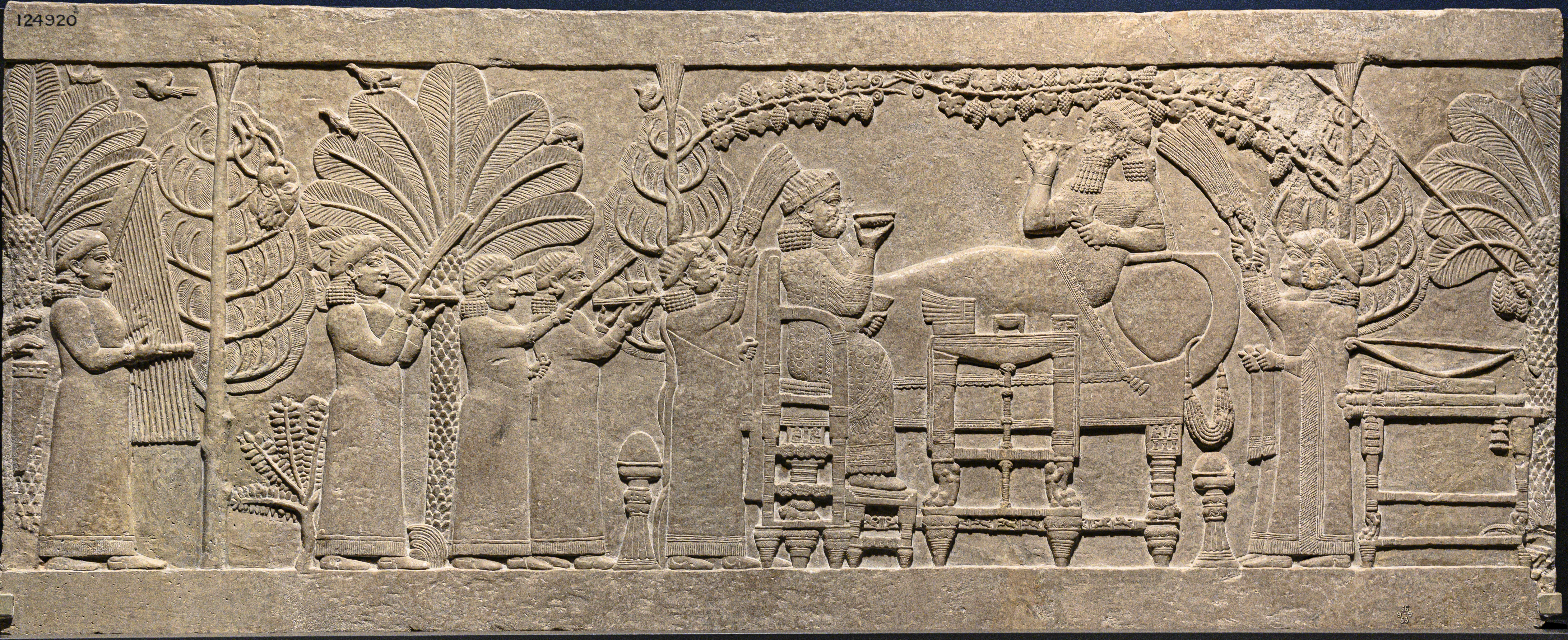
El relieve de Asurbanipal la "Fiesta del jardín" que representa a la pareja real cenando.

Además del relieve "Fiesta del jardín", se conoce otra representación contemporánea de Libbali-sarrat en una estela. Este retrato muestra a la reina en una pose formal haciendo algún tipo de gesto ritual con una planta. Las mujeres nobles de Asiria, incluidas las reinas, hacían regularmente donaciones a los templos y ofrendas a los dioses como forma de obtener el favor divino. 
Libbali-sarrat fue presumiblemente la madre de los sucesores inmediatos de Asurbanipal, Assur-etil-ilani (630-627 a. C.) y Sinsharishkun (627-612 a. C.), dado que otros hijos de Asurbanipal nacidos de esposas de menor rango no parecen haber desempeñado ningún papel político. Libbali-sarrat podría haber sobrevivido a la muerte de su marido en el 631 a. C., ya que hay una tablilla del reinado de Assur-etil-ilani en la que se hace referencia a la "madre del rey".